# ماريو كارت تور
ماريو كارت تور (بالإنجليزية: Mario Cart Tour)‏ هي لعبة سباق للهواتف ذكية صدرت سنة 25 سبتمبر 2019 لنظامي أندرويد وآي أو إس.

## تقيم لعبة
| استقبال |        |
| --- | ------ |
| مجموع النقاط المجموع نقاط ميتاكريتيك 59/100 [ 1 ] نتائج المراجعة نشرة نقاط دستركتويد 4.5/10 [ 2 ] آي جي إن 6.7/10 [ 3 ] |        |
| مجموع النقاط |        |
| المجموع | نقاط   |
| ميتاكريتيك | 59/100 |
| نتائج المراجعة |        |
| نشرة | نقاط   |
| دستركتويد | 4.5/10 |
| آي جي إن | 6.7/10 |